# Kanton Romilly-sur-Seine-1
Romilly-sur-Seine-1 is een voormalig kanton van het Franse departement Aube. Het kanton maakte deel uit van het arrondissement Nogent-sur-Seine.

## Geschiedenis
Het kanton werd op 22 maart 2015 opgeheven en de gemeente Romilly-sur-Seine werd samengevoegd uit de beide kantons waarover de plaats verdeeld was in het kanton Romilly-sur-Seine, waar nog de gemeenten Crancey, Gélannes, Maizières-la-Grande-Paroisse, Pars-lès-Romilly en Saint-Hilaire-sous-Romilly in werden opgenomen. De overige gemeenten van het kanton Romilly-sur-Seine-1 werden opgenomen in het eveneens op deze dag opgerichte kanton Saint-Lyé.

## Gemeenten
Het kanton Romilly-sur-Seine-1 omvatte de volgende gemeenten:
- Crancey
- La Fosse-Corduan
- Gélannes
- Maizières-la-Grande-Paroisse
- Origny-le-Sec
- Orvilliers-Saint-Julien
- Ossey-les-Trois-Maisons
- Pars-lès-Romilly
- Romilly-sur-Seine (deels, hoofdplaats)
- Saint-Hilaire-sous-Romilly
- Saint-Loup-de-Buffigny
- Saint-Martin-de-Bossenay